# ادوارد واگنر
ادوارد واگنر (به آلمانی: Eduard Wagner) (۱ آوریل ۱۸۹۴ – ۲۳ ژوئیه ۱۹۴۴) نظامی بلندپایه آلمانی در دوره رایش سوم بود که در دوران جنگ جهانی دوم ریاست بخش تدارکات فرماندهی عالی نیروی زمینی را برعهده داشت. او یکی از عوامل کودتای ناموفق ۲۰ ژوئیه ۱۹۴۴ علیه آدولف هیتلر بود و در پی شکست آن دست به خودکشی زد.
او به همراه راینهارت هایدریش، قوانین و مقرراتی را وضع کردند تا آینزاتس‌گروپن بتواند ارتش را همراهی نموده و نسبت به کشتار یهودیان شوروی اقدام کنند.